# Сатурн (планета)
Сату́рн — шоста за віддаленістю планета від Сонця і друга за розміром у Сонячній системі. Це газовий гігант, який складається переважно з водню та гелію. Сатурн є найбільш віддаленою від Землі планетою, що була відкрита неозброєним оком ще в давні часи.
Радіус Сатурна лише на 16 % менше радіуса Юпітера, але його маса становить менш ніж третину маси Юпітера. Водночас його маса більша за земну в 95 разів, а радіус більший в 9,5 раза, але магнітне поле трохи слабше за земне. Планета обертається навколо Сонця на відстані 9,58 астрономічної одиниці (1434 млн км), з орбітальним періодом 29,45 року. Сатурн швидко обертається навколо своєї осі (з періодом — 10,65 години), складається переважно з рідкого водню і гелію, має товстий шар атмосфери. В атмосфері Сатурна міститься 94 % водню і 6 % гелію (за об'ємом).
На відміну від Юпітера, смуги на Сатурні доходять до дуже високих широт — 78°. Спостерігається величезне овальне утворення розміром із Землю, що лежить недалеко від північного полюса, назване Великою білою плямою, виявлено кілька плям меншого розміру. Через більшу, ніж на Юпітері, швидкість потоків, ці ураганні вихори швидко згасають і перемішуються зі смугами. Швидкості зональних вітрів поблизу екватора сягають 400—500 м/с, а на широті 30° — близько 100 м/с. Невисока контрастність кольорів на видимому диску Сатурна пов'язана з тим, що через низькі температури в надхмарній атмосфері Сатурна, де пари аміаку виморожуються, утворюється шар густого туману, який ховає структуру поясів і зон, тому на Сатурні вони помітні не так чітко, як на Юпітері.
Сатурн має яскраву й велику систему кілець, що складається переважно з частинок льоду, з меншою кількістю скелястих уламків і пилу. Навколо планети обертаються щонайменше 274 супутників, 63 з яких мають офіційні назви. Титан — найбільший супутник Сатурна і другий за розміром супутник у Сонячній системі — є більшим за планету Меркурій і єдиним супутником у Сонячній системі, який має щільну атмосферу.

## Назва та символ
Сучасна назва планети походить від імені римського бога Сатурна. У Стародавній Греції планета була відома як Файнон (грец. Φαίνων), а в часи Римської імперії ― як «зоря Сатурна». У давньоримській міфології планета вважалась священною для бога хліборобства Сатурна, від якого й отримала сучасну назву.
Його астрономічний символ (♄) походить з Oxyrhynchus Papyri, де його можна побачити як грецьку лігатуру каппа-ро з горизонтальним штрихом, як абревіатуру від Κρονος (Кронос), грецької назви планети.
Сучасні назви супутників Сатурна впровадив Джон Гершель 1847 року. Вчений запропонував назвати їх на честь міфологічних персонажів, пов'язаних з римським богом землеробства та врожаю. Відомі на той час сім супутників були названі на честь титанів і гігантів — братів і сестер Кроноса. Коли у XX столітті імена титанів були вичерпані, супутники почали називати на честь різних персонажів греко-римської або інших міфологій.
Нерегулярні супутники об'єднують в орбітальні групи на основі нахилу їх орбіт. У системі Сатурна є три групи, назви яких походять з різних міфологій: інуїтська, галльська і скандинавська група. Усі нерегулярні супутники (за винятком Феба, відкритого на століття раніше за інших) названі на честь персонажів інуїтської, галльської та скандинавської міфологій відповідно.

## Дослідження
Сатурн — одна з п'яти планет Сонячної системи, легко видимих неозброєним оком із Землі. У максимумі блиск Сатурна становить -0,24 видимої зоряної величини. Щоб спостерігати кільця Сатурна, потрібен телескоп діаметром не менш як 15 мм.

### Спостереження до винайдення телескопів
Сатурн був відомий з доісторичних часів, оскільки його легко побачити неозброєним оком. Найдавніші письмові записи про Сатурн датуються 700 р. до н. е. і приписуються ассирійцям. Вони описали Сатурн як блиск у ночі та назвали її «Зоря Нініб».
Вавилонські астрономи систематично спостерігали та записували рух Сатурна. Грецький вчений Птолемей у 127 році н. е. розрахував орбіти Сатурна за результатами спостережень, зроблених, коли планета була у протистоянні. З правил санскритського трактату індійської астрономії «Сур'я-сіддханта», що датується 4—5 століттями, можна дійти розрахунків, що визначають кутовий діаметр Сатурна з похибкою менше 1%.

### Спостереження за допомогою перших телескопів
Галілео Галілей був першим, хто спостерігав Сатурн за допомогою телескопа в 1610 році. Лише після винайдення телескопа люди змогли вперше побачити кільця Сатурна. Через нечіткість телескопа Галілей не міг визначити, що це за кільця, і помилково припустив, що по обидва боки від Сатурна є два великі супутники. Через два роки, коли він знову побачив Сатурн, «супутники» зникли, що дуже заплутало Галілея; зараз відомо, що їх не було видно через особливості його орбіти. Ще через два роки Галілей знову подивився на Сатурн і виявив, що «супутники» повернулися. Він дійшов висновку, що це були наче якісь «руки» навколо планети.
1659 року голландський астроном Християн Гюйгенс розгадав таємницю «рук» Сатурна. Завдяки вдосконаленій оптиці телескопа він зробив висновок, що «руки» насправді були системою кілець. Також він відкрив супутник Сатурна, Титан. Через кілька років після відкриттів Гюйгенса італо-французький астроном Джованні Кассіні відкрив ще чотири великі супутники Сатурна: Япет, Рею, Тефію і Діону. 1675 року Кассіні виявив вузьку щілину, яка розділяє систему кілець Сатурна на дві частини, і відтоді вона була відома як «відділ Кассіні». На честь цих вчених пізніше було названо космічний апарат «Кассіні — Гюйгенс», який досліджував Сатурн.

### Спостереження у XVIII–XX століттях
Інші важливі відкриття були зроблені значно пізніше. 1789 року Вільям Гершель відкрив ще два супутники — Мімас і Енцелад.1848 року команда британських вчених відкрила Гіперіон. 1899 року Вільям Генрі Пікерінг відкрив супутник Феба. У XIX столітті Джеймс Едвард Кілер визначив, що кільцева система не є суцільною структурою, а насправді складається з дрібних частинок. Дослідження Титана на початку XX століття привели до підтвердження в 1944 році того, що супутник має густу атмосферу — особливість, унікальну серед супутників Сонячної системи.

### Дослідження космічними апаратами

#### «Піонер-11»

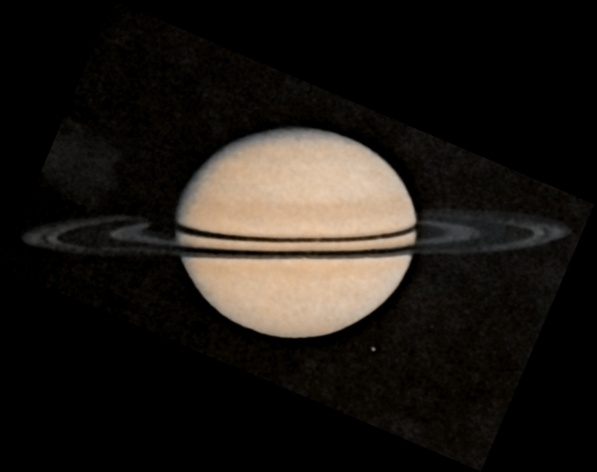
Фото Сатурна зроблене апаратом «Піонер-11» 26.08.1979.

«Піонер-11» здійснив перший обліт Сатурна у вересні 1979 року, пройшовши на відстані 20 900 км від вершини хмар планети. «Піонер-11» виявив ударну хвилю Сатурна 31 серпня 1979 року приблизно за 1,5 млн км від планети, таким чином надавши перші переконливі докази існування магнітного поля Сатурна.
Під час польоту космічний корабель зробив 440 зображень системи Сатурна. Були зображення планети та кількох її супутників, хоча їх роздільна здатність була надто низькою, щоб розрізнити деталі поверхні. Апарат виявив два раніше невідомі малі супутники та додаткове тонке кільце F, а також той факт, що темні проміжки в кільцях яскраві, якщо дивитися під великим фазовим кутом (до Сонця). Це свідчить про наявність дрібних частинок, які розсіюють світло.
Було також виміряно температуру Сатурна, яка в середньому становила −180 °C. Також фотографії вказували на менш виразну атмосферу, ніж у Юпітера. Аналіз даних показав, що планета складається переважно з рідкого водню.

#### «Вояджер»

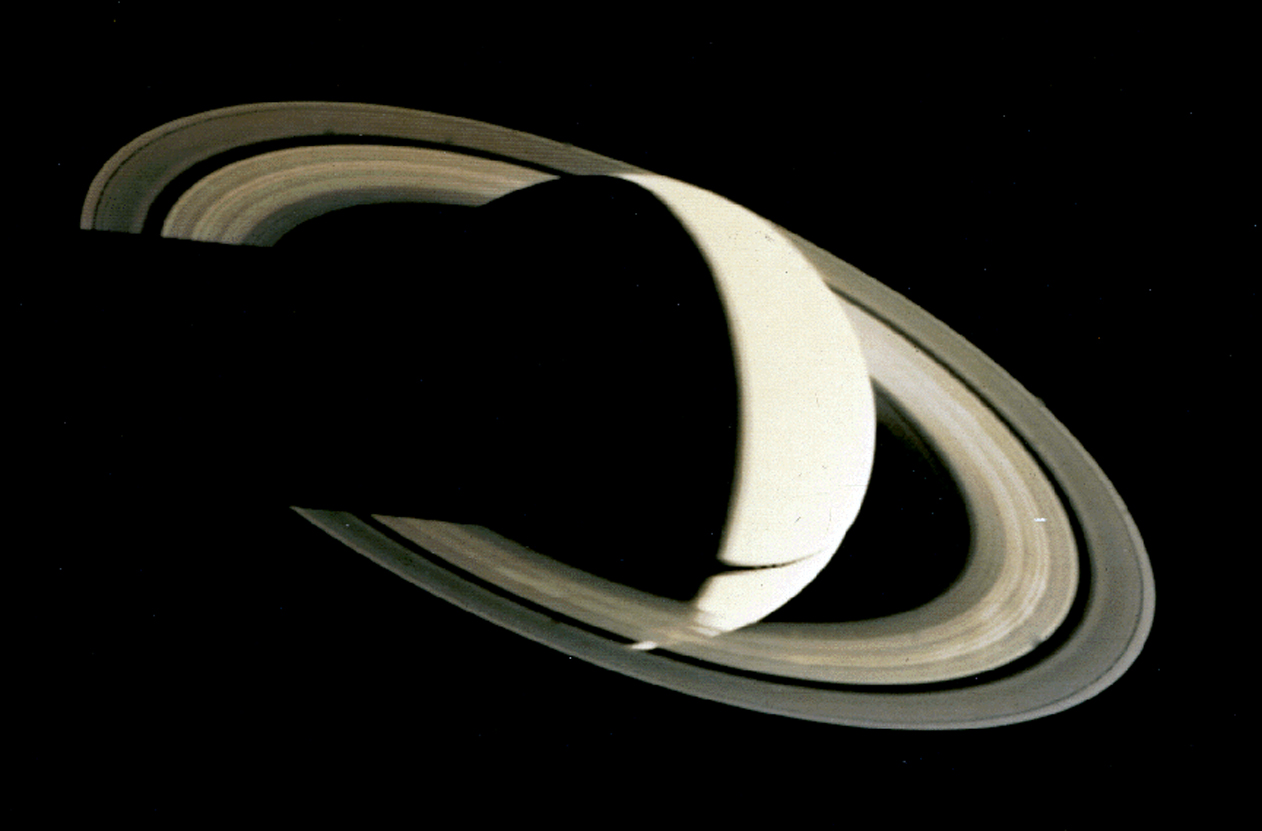
Фото Сатурна зроблене апаратом «Вояджер-1» через 4 дні після зближення.

«Вояджер-1» підлетів до планети в 1980 році та виявив у системі Сатурна п'ять нових супутників і ще одне кільце — G. Також він надав зображення Титана, Мімаса, Енцелада, Тефії, Діони та Реї. Згідно з отриманими даними, усі супутники складаються переважно з водяного льоду. «Вояджер-1» наблизився до Сатурна 12 листопада 1980 року на відстань 126 000 км.
1981 року «Вояджер-2» підлетів до Сатурна. Найменша відстань була 26 серпня 1981 року — близько 100 тис. км (що приблизно на 26 000 км ближче, ніж «Вояджер-1»). Космічний корабель надав більш детальні зображення основних кілець, а також кільця F та його супутників-пастухів, які виявив «Вояджер-1». Дані «Вояджера-2» свідчать про те, що кільце A Сатурна близько 300 метрів завтовшки.
«Вояджер-2» також зробив знімки Гіперіона, Енцелада, Тефії, Феби та відкритих незадовго до того Гелени, Телесто і Каліпсо.

#### «Габбл»
У 1990-х Сатурн, його супутники й кільця досліджував космічний телескоп «Габбл». 1998 року космічний телескоп Габбла зафіксував на Сатурні ультрафіолетові полярні сяйва. Довготривалі спостереження дали чимало нової інформації, яка була недоступна для «Піонера-11» і «Вояджерів» під час їх прольотів повз планету. Також було відкрито кілька супутників Сатурна і визначено максимальну товщину його кілець. Вимірами, що здійснені 20—21 листопада 1995 року, було визначено їх детальну структуру. 2003 року, під час періоду максимального нахилу кілець було отримано 30 зображень планети в різних діапазонах довжин хвиль, що на той час давало найкраще охоплення відповідно до спектра випромінювань за всю історію спостережень. Ці зображення дозволили науковцям краще вивчити процеси, що відбуваються в атмосфері, а також створити моделі зміни сезонів у атмосфері.

#### «Кассіні»

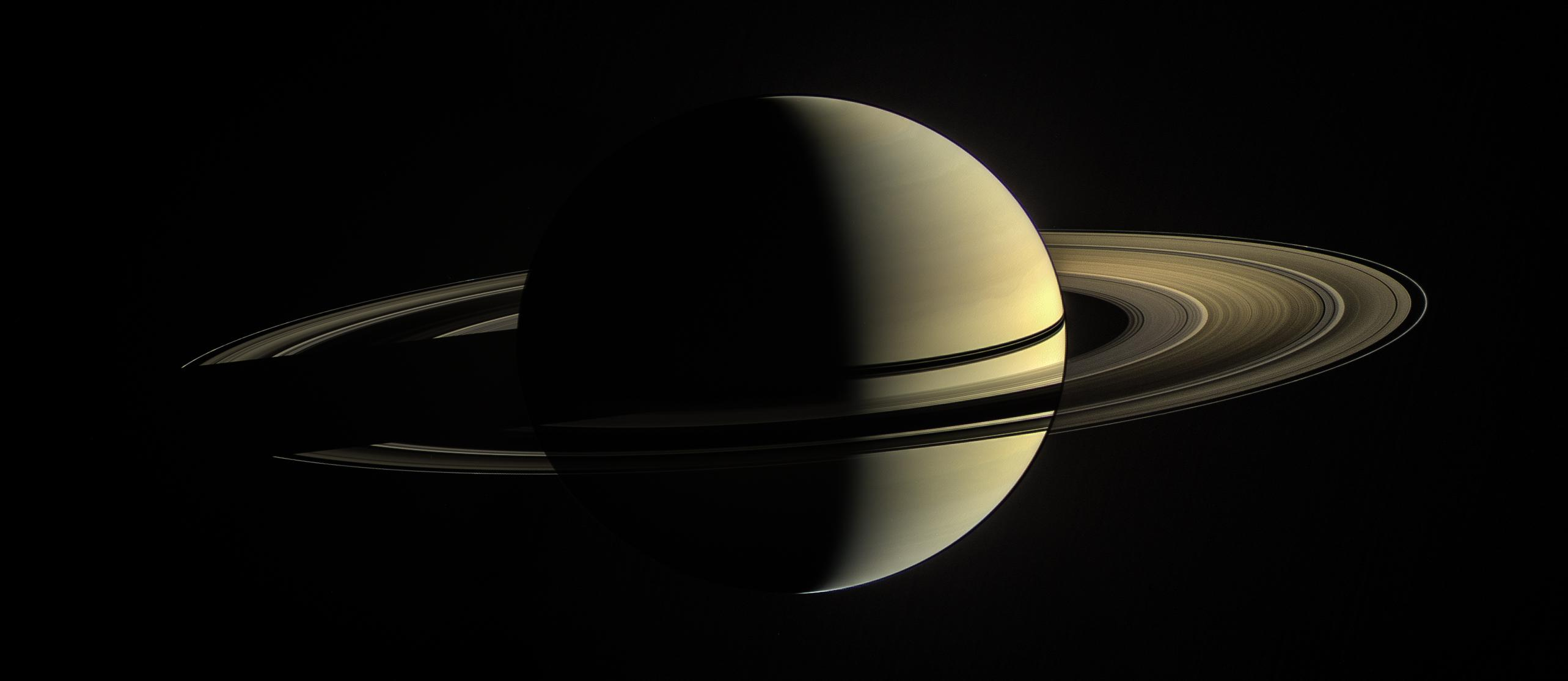
Сатурн у справжніх кольорах (фото «Кассіні» 2010 року)

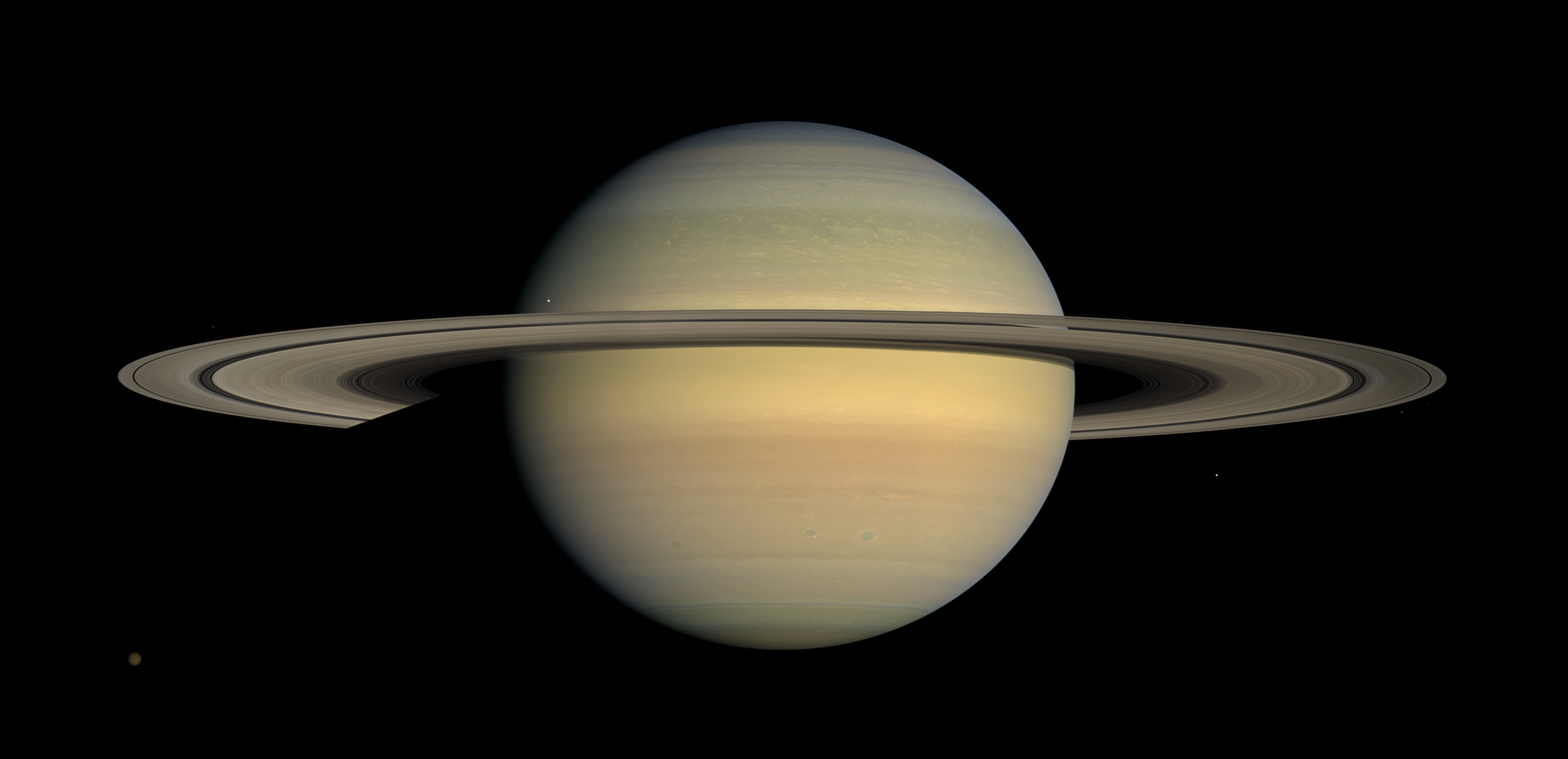
Зображення, передане КА «Кассіні», під час рівнодення

Космічний апарат «Кассіні» обертався навколо Сатурна з 2004 року і став його першим штучним супутником.
Цей космічний апарат вивчав систему супутників Сатурна, склад кілець, виміряв гравітаційне поле і метеорологію Сатурна. Апарат спостерігав за структурою та складом кілець Сатурна, динамічними процесами в них, взаємозв'язком кілець і супутників, пиловим та мікрометеороїдним середовищем. А також було досліджено крижані супутники та магнітосферу Сатурна. 
Місія «Кассіні» мала завершитися в середині 2008 року, проте була розширена на час північного сонцестояння Сатурна й Титана у 2017 році. Планувалося перевірити узгодженість коливань стратосфери з 14,8-річним періодом. У вересні 2017 року «Кассіні» завершив 13-річну орбітальну місію зануренням в атмосферу Сатурна. Останні п'ять обертів «Кассіні» дали вченим змогу вперше безпосередньо взяти зразки атмосфери Сатурна.

#### «Джеймс Вебб»
Космічний телескоп Джеймса Вебба у червні 2023 року надіслав свої перші фотографії Сатурна. В ході місії КА «Джеймс Вебб» спостерігатиме за Сатурном, його кільцями та супутниками у рамках комплексної програми вивчення Сонячної системи.

### Сучасні дослідження наземними телескопами
Також широкомасштабні спостереження Сатурна здійснювалися Європейською південною обсерваторією в період із 2000 по 2003 рік. Було виявлено кілька маленьких супутників неправильної форми.
У травні 2023 року команда астрономів, очолювана Едвардом Ештоном і Бреттом Гледменом, шляхом спостереження за допомогою телескопа CFHT виявила 62 раніше невідомих супутника Сатурна. Відкриті супутники мали неправильну форму і діаметр від 2,5 км. Разом із новими, загальний список супутників планети Сатурн розширився до 145, пізніше було відкрито ще один супутник.

### Майбутні місії
Продовження дослідження Сатурна планується НАСА в рамках програми місій New Frontiers. У 2010-х роках НАСА представили плани місії на Сатурн, яка включатиме атмосферний зонд Saturn Atmospheric Entry Probe (зонд для спуску в атмосферу Сатурна) та запуск якої планується на 2027 рік. Також планується місія Dragonfly для дослідження придатності для життя Титана та Енцелада. Її запуск планується на 2028 рік.

## Походження
Походження Сатурна пояснюють три основні гіпотези. Згідно з гіпотезою контракції, склад Сатурна подібний до Сонця через великий вміст водню, тож малу густину можна пояснити тим, що під час формування планет на ранніх стадіях розвитку Сонячної системи в газопиловому диску утворилися масивні «згущення», що дали початок планетам, тобто, Сонце і планети формувалися однаково. Ця гіпотеза не може пояснити відмінності у складі Сатурна і Сонця.
Гіпотеза акреції стверджує, що утворення Сатурна відбувалося у два етапи. Спочатку протягом 200 мільйонів років формувалися тверді щільні тіла на зразок планет земної групи. У цей час з області Юпітера і Сатурна було дисиповано частину газу, що надалі зумовило різницю в хімічному складі Сатурна і Сонця. Другий етап розпочався, коли найбільші тіла досягли подвоєної маси Землі. Протягом декількох сотень тисяч років тривала акреція газу на ці тіла з первинної протопланетної хмари. На другому етапі температура зовнішніх шарів Сатурна сягала 2000 °C.
Згідно з відносно новою теорією нестабільності диска, скупчення пилу і газу зчепились на ранніх етапах існування Сонячної системи. З часом ці скупчення повільно ущільнюються в гігантську планету. Ці планети можуть формуватися швидше, ніж тіла, які формувались за моделлю акреції, іноді всього за тисячу років, що дозволяє їм затримувати легші гази, що швидко зникають. Вони також швидко досягають маси, що стабілізує орбіту, яка утримує їх від зіткнення із Сонцем.

## Фізичні характеристики

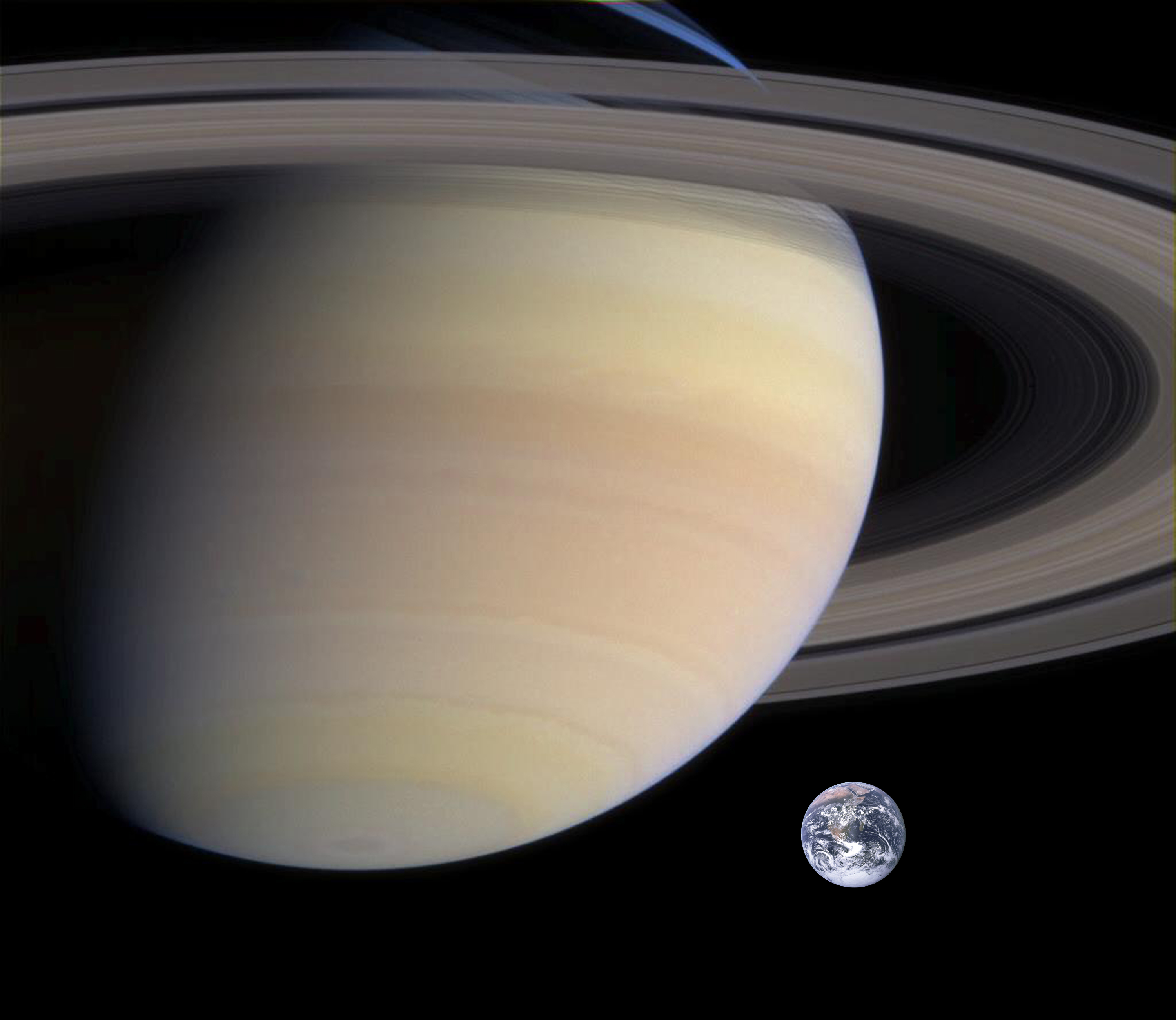
Порівняння розмірів Сатурна та Землі

Сатурн — газовий гігант, що складається переважно з водню та гелію; частка гелію значно менша, ніж у Сонця. Маса планети у 95 разів перевищує масу Землі. Сатурн — єдина планета Сонячної системи, густина якої менша за густину води (приблизно на 30 %). Хоча ядро Сатурна значно щільніше за воду, завдяки протяжній атмосфері середня густина планети становить 0,69 г/см3. Тому, хоча маси Юпітера та Сатурна відрізняються більше, ніж утричі, їхні екваторіальні діаметри відрізняються лише на 17 %. Разом із Юпітером, маса якого становить 318 мас Землі, вони складають 92 % загальної маси всіх планет Сонячної системи. Прискорення вільного падіння на екваторі становить 10,44 м/с², що можна порівняти зі значеннями на Землі та Нептуні, але набагато менше, ніж на Юпітері.
Об'єм Сатурна в 763 рази більше за об'єм Землі, а площа поверхні — у 84 рази більше за площу Землі. Середня температура Сатурна становить −180 °C.
Він немає чіткої поверхні, хоча, імовірно, має тверде кам'яне або металеве ядро. Швидке обертання Сатурна навколо осі зумовлює форму еліпсоїда: його екваторіальний радіус (на рівні тиску 1 бар) більш як на 10 % перевищує полярний — 60 268 км проти 54 364 км.

## Орбіта та обертання

### Обертання навколо Сонця
Середня відстань між Сатурном і Сонцем становить 9,58 а. о. (1430 млн км). При середній орбітальній швидкості 9,68 км/с Сатурну потрібно 10 759 земних днів (або близько 29,5 року), щоб завершити один оберт навколо Сонця. Відповідно, Сатурн зробив навколо Сонця лише 13 повних обертів відтоді, як Галілео Галілей уперше спостерігав його у телескоп у 1610 році. Як й у всіх планет Сонячної системи, орбіта Сатурна є не ідеальним колом, а еліпсом з ексцентриситетом 0,052. У перигелії Сатурн перебуває на відстані 1,354 млрд кілометрів (9 а. о.) від Сонця, а в афелії — на відстані 1,513 млрд км (10,1 а. о.).
Як і в Землі, вісь обертання Сатурна нахилена відносно екліптики. Через це Сатурн виглядає по-різному в різних точках своєї орбіти. Половину оберту Сатурн повернений до Сонця південним полюсом, а іншу половину — північним полюсом. Протягом повного оберту бувають моменти, коли можна повністю спостерігати кільця Сатурна, а іноді бачити лише їх край. 
Ймовірно, планети-гіганти формувалися з майже нульовими нахилами осей обертання, а після його формування деякий динамічний механізм нахилив Сатурн до його нинішнього нахилу 26,7° більше 4 млрд років тому під час пізньої планетарної міграції. Однак сучасні дослідження виявили що швидка приливна міграція Титана несумісна з цією гіпотезою, що зумовлює нове пояснення нинішнього нахилу Сатурна. Значна міграція Титана запобігла б будь-якому ранньому резонансу, зводячи нанівець попередні обмеження на пізню планетарну міграцію, встановлені нахилом Сатурна. Натомість існують припущення, що резонанс був встановлений близько 1 гігароку тому, що змусило нахил Сатурна збільшуватися від невеликого значення (можливо, менше 3°) до його поточного стану. Цей сценарій передбачає, що нормалізований полярний момент інерції Сатурна варіюється між 0,224 і 0,237. Результати сучасних досліджень розкривають нову парадигму еволюції Сатурна, Юпітера і, можливо, гігантських екзопланет, завдяки чому нахили безперервно еволюціонують у результаті міграції їхнього супутника.

### Обертання навколо осі
Зазвичай для визначення обертання планети навколо власної осі використовуються дані про обертання магнітного поля. Магнітне поле Сатурна не нахилене стосовно осі обертання, тому обчислення є складнішими. Коли вчені порівняли дані «Кассіні» з даними, зібраними на початку 1980-х років зондом «Вояджер», то виявили значну різницю у вимірюваннях швидкості обертання планети. За результатами вимірювання КА «Кассіні» 2004 року період обертання навколо власної осі становить 10 годин, 39 хвилин, 24 секунд (±36 секунд), що на 7 хвилин довше за 10 годин 39 хвилин 24 секунди, виміряні 28 років раніше «Вояджером». Це суперечило наявним моделям, адже планети не змінюють свою швидкість всього за декілька років. Використовуючи детальні дані про температуру Сатурна та враховуючи вітри, дослідники розробили тривимірну комп'ютерну модель хвиль Сатурна, за допомогою якої вирахували, що день на планеті триває 10 годин 34 хвилини 13 секунд (на 5 хвилин менше, ніж вважалося раніше).

## Внутрішня будова

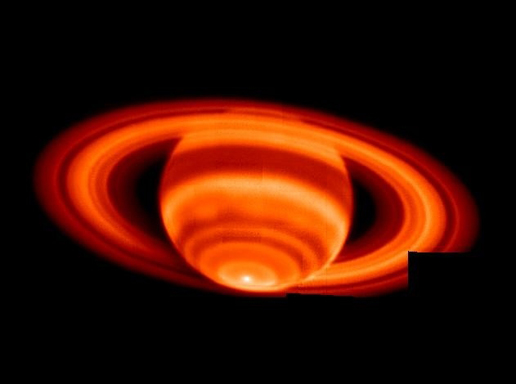
Зображення теплового випромінювання Сатурна, зроблене в Обсерваторії Кека

Внутрішня будова Сатурна

Через відсутність твердої поверхні на планеті немає гір, рівнин, кратерів та інших поверхневих утворень. Відповідно й посадка космічного апарата на поверхню планети неможлива.
Попри те, що Сатурн складається здебільшого з водню та гелію, більша частина його маси не перебуває в газовій фазі, оскільки водень стає рідиною, коли його густина перевищує 0,01 г/см3. Температура, тиск і щільність всередині Сатурна постійно зростають з наближенням до ядра, через що водень, як передбачається, набуває металічний стан у глибших шарах.
Вчені припускають, що надра Сатурна подібні до надр Юпітера: всередині розташоване велике кам'яне ядро, оточене воднем і гелієм, зі слідами різних летких речовин. Порівняно з Юпітером, значно більший відсоток маси Сатурна розташований поблизу його ядра, що може свідчити про значно більшу кількість речовин, щільніших за водень, поблизу центру планети. Центральні області Сатурна складаються приблизно на 50 % з водню за масою. Також, імовірно, в ядрі зосереджено суміш гірських порід і льоду масою близько 15–18 мас Землі.
Вчені підрахували, що маса ядра повинна бути в 9—22 рази більша за масу Землі, що відповідає діаметру близько 25 000 км. Однак дослідження кілець Сатурна свідчать про набагато більш дифузне ядро з масою, що дорівнює приблизно 17 земним, і радіусом, що дорівнює приблизно 60 % від усього радіуса Сатурна. Воно оточене товстішим шаром рідкого металічного водню, за яким слідує рідкий шар насиченого гелієм молекулярного водню, що поступово переходить у газ зі збільшенням висоти. Зовнішній шар охоплює близько 1000 км і складається з газу.
Гарячі надра Сатурна мають температуру до 11 700 °C. Ядро планети випромінює в космос у 2,5 раза більше енергії, ніж отримує від Сонця, завдяки механізму Кельвіна — Гельмгольца. Джерелом цієї внутрішньої енергії може бути енергія, що виділяється внаслідок гравітаційної диференціації речовини, коли важчий гелій повільно занурюється в надра планети.

## Атмосфера
За об'ємом атмосфера Сатурна, як і вся планета, складається переважно з водню (96,3% ± 2,4%) і гелію (3,25% ± 2,4%) з невеликим вмістом інших речовин, таких як метан (0,45%±0,2%), аміак, сульфур та ін. Частка вмісту елементів, важчих за гелій точно не відома, але припускається, що пропорції такі ж, як і при формуванні Сонячної системи. Повна маса цих важчих елементів оцінюється в 19—31 мас Землі, їх значна частина перебуває в ділянці ядра Сатурна. 
Також в атмосфері знайдено сліди ацетилену, етану, пропану, фосфіну та метану. Частка гелію в атмосфері Сатурна значно менша ніж на Сонці. Ультрафіолетове випромінювання Сонця викликає фотоліз метану у верхніх шарах атмосфери, що призводить до реакцій з утворенням вуглеводнів, які потім опускаються нижче завдяки дифузії. Цей фотохімічний цикл модулюється річним сезонним циклом Сатурна.

### Температура і тиск
Температура в атмосфері Сатурна поступово зростає з наближенням до ядра, однак у верхніх шарах зміни не є монотонними. На висоті 100 км нижче верхньої точки тропопаузи температура опускається до −250 °C. Ще на 170 км нижче температура становить −70 °C. На висоті 130 км нижче від тропопаузи температура досягає 0 °C.
У верхніх шарах хмар на висоті 100 км нижче верхньої точки тропопаузи тиск становить 0,5—2 бар. Хмари водяного льоду починаються на рівні, де тиск становить приблизно 2,5 бара. Далі знаходиться шар хмар з гідросульфіду амонію, що розташований у діапазоні тиску 3—6 бар. Найнижчі шари, де тиск становить від 10 до 20 барів, містять хмари з води та аміаку.

### Хмари
В атмосфері є хмари, які виглядають як нечіткі смуги, струменеві потоки та шторми. Атмосфері Сатурна властивий такий самий патерн смуг, як і атмосфері Юпітера, однак на Сатурні ці смуги менш помітні й поблизу екватора значно ширші. Номенклатура для описання цих смуг така ж, як і для смуг Юпітера. Тонша структура хмарних смуг Сатурна не спостерігалась аж до прольоту «Вояджера» у 1980-х роках. Відтоді наземна телескопія покращилась настільки, що стали можливими постійні спостереження смуг.
В атмосфері Сатурна є смуги хмар, але вони блідо-помаранчеві та бляклі. Цей колір пояснюється наявністю в атмосфері сульфуру. Верхні шари хмар складаються з кристалів аміаку, а нижчі шари складаються з гідросульфіду амонію або з води. Зі зниженням висоти гідроген повільно переходить у рідкий стан. У найнижчих шарах гелій також стає рідиною.

### Вітри
Смуги на поверхні Сатурна — це смуги вітрів, що обертаються навколо планети. Сатурн має одні з найшвидших вітрів у Сонячній системі. Коли космічний корабель «Вояджер» наближався до Сатурна, він зафіксував вітри зі швидкістю 1800 км/год (500 м/с, або 1,5 Маха на Землі на рівні моря) на екваторі планети, які переважно мають східний напрям. Швидкість рівномірно спадає на вищих широтах. На широтах, що перевищують 35 °C, вітри змінюються зі східних на західні.

### Шестикутник Сатурна

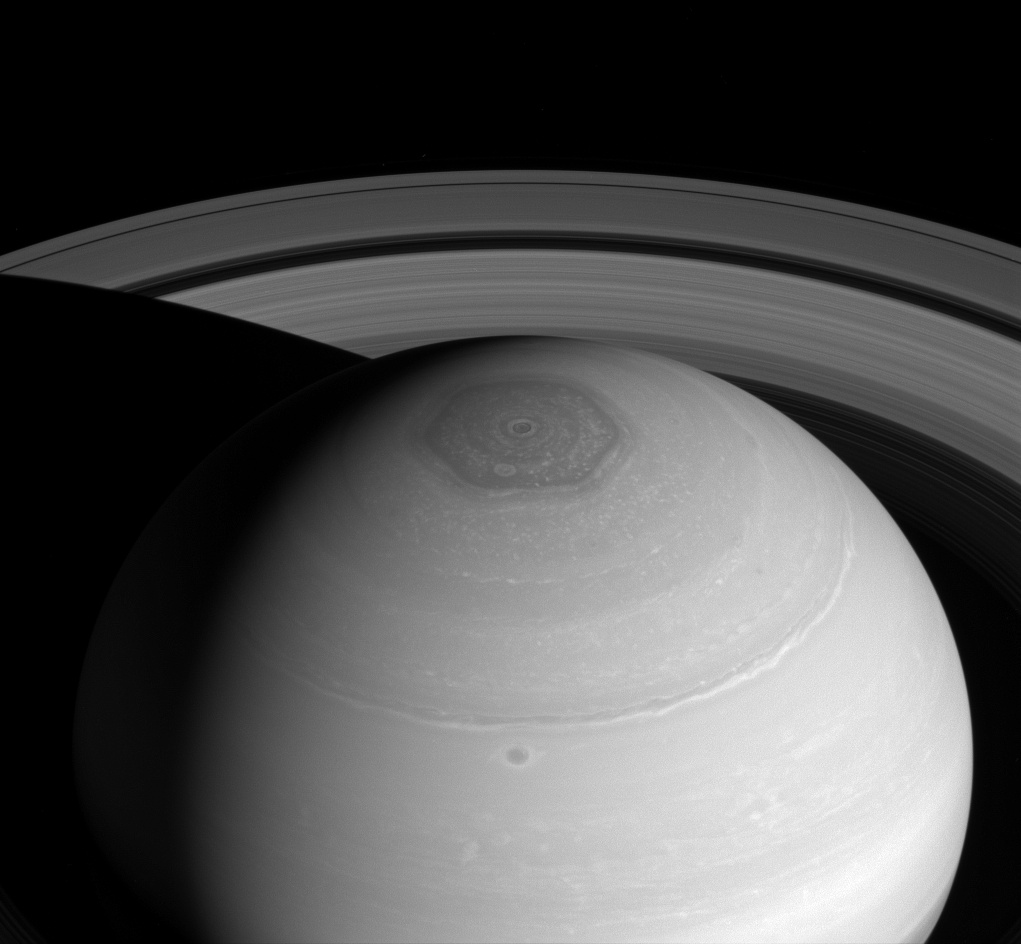
Шестикутник на північному полюсі

Шестикутник Сатурна — це постійне велетенське утворення з хмар навколо Північного полюса Сатурна. Шестикутник був виявлений космічним апаратом «Вояджер» на початку 1980-х років. Наступні його фото були зроблені апаратом «Кассіні» через близько 30 років (через зимову темряву на Сатурні шестикутник не було видно роками). Інфрачервоні прилади «Кассіні» змогли виявити форму за допомогою теплових візерунків, а отримані зображення показали, що шестикутник майже нерухомий і простягається глибоко в атмосферу.
Смугасті хмари, які утворюють шестикутник, рухаються зі швидкістю понад 360 км/год (100 м/с). Його сторони завдовжки приблизно 13 800 км, що вдвічі більше, ніж радіус Землі. Шестикутник обертається з періодом 10 год 39 хв 24 с, з таким же періодом Сатурн випромінює радіосигнали зі своїх надр.

#### Вихор на Південному полюсі
Знімки Південного полюсу, зроблені телескопом Габбла, вказують на присутність струменевої течії, однак відсутність сильного полярного вихору чи якоїсь гексагональної стоячої хвилі. НАСА повідомило, що в листопаді 2006 року «Кассіні» спостерігав ураганоподібний шторм поблизу південного полюса, що мав чітко виражене око циклону. До цього часу око циклону не спостерігалось на жодних інших планетах, крім Землі (наприклад, Велика Червона Пляма Юпітера не має ока циклону).

### Великі білі плями

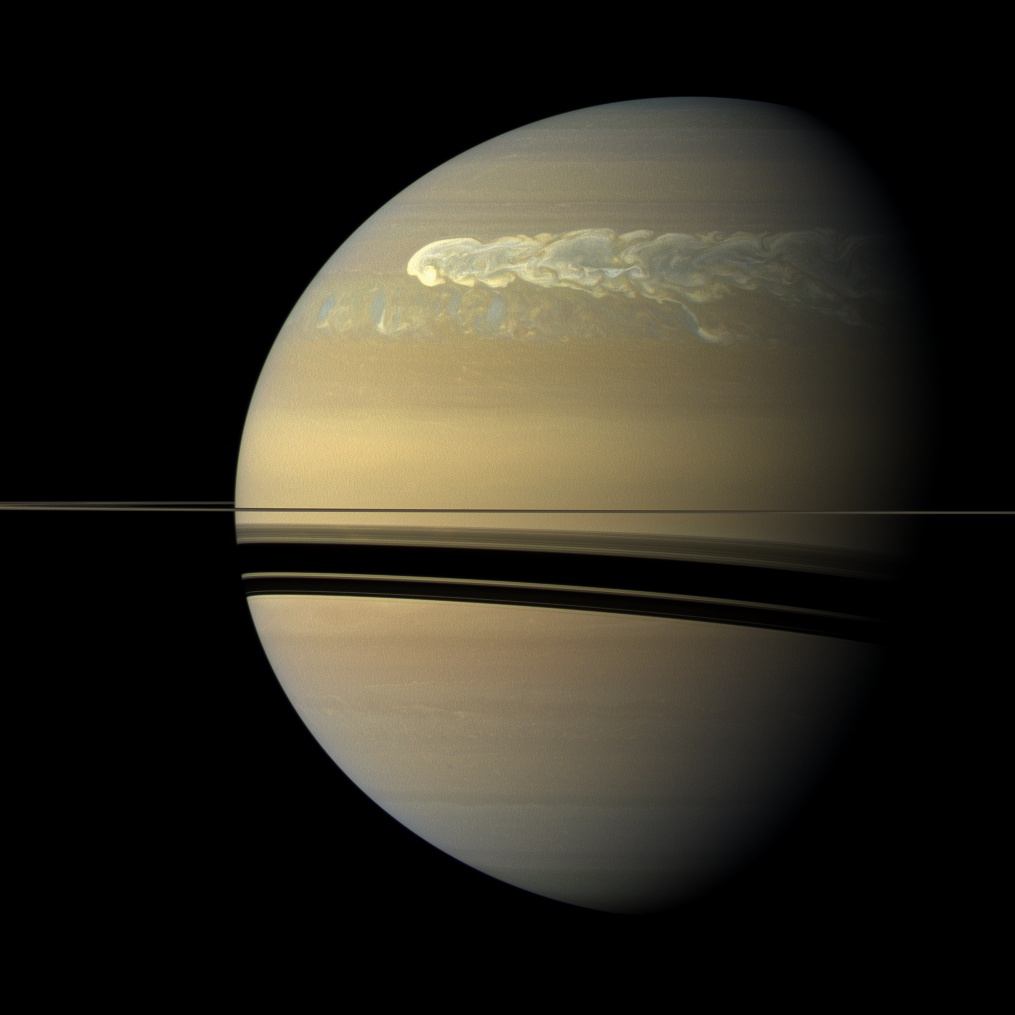
Велика біла пляма Сатурна

Періодично на Сатурні утворюються шторми, які називають Великою білою плямою за аналогією до Великої червоної плями на Юпітері.
З 1876 року на Сатурні спостерігали шість гігантських штормів, які повторювалися кожні два-три десятиліття і чергувалися між середніми широтами та екватором. У 2010—2011 роках був масштабний шторм, який отримав назву «Великий весняний шторм». Він обійшов весь шлях навколо планети та на короткий період навіть перевищив розмір Великої червоної плями Юпітера.
Великі білі плями з'являються раз на 20–30 років, тривають декілька місяців і знову розчиняються в атмосфері, проте є дуже потужними. Причиною такої періодичної появи вважають те, що водяна пара важча за водень і гелій, які складають основну частину атмосфери планети. Тому коли кожен під час гігантських штормів повітря всередині хмар залишається легшим, ніж атмосфера під ними. Це на деякий час призупиняє процес конвекції, що створює нові хмари та шторми. Повітря має охолонути, щоб утворився новий шторм, а процес охолодження триває близько 30 років.

## Магнітне поле та магнітосфера

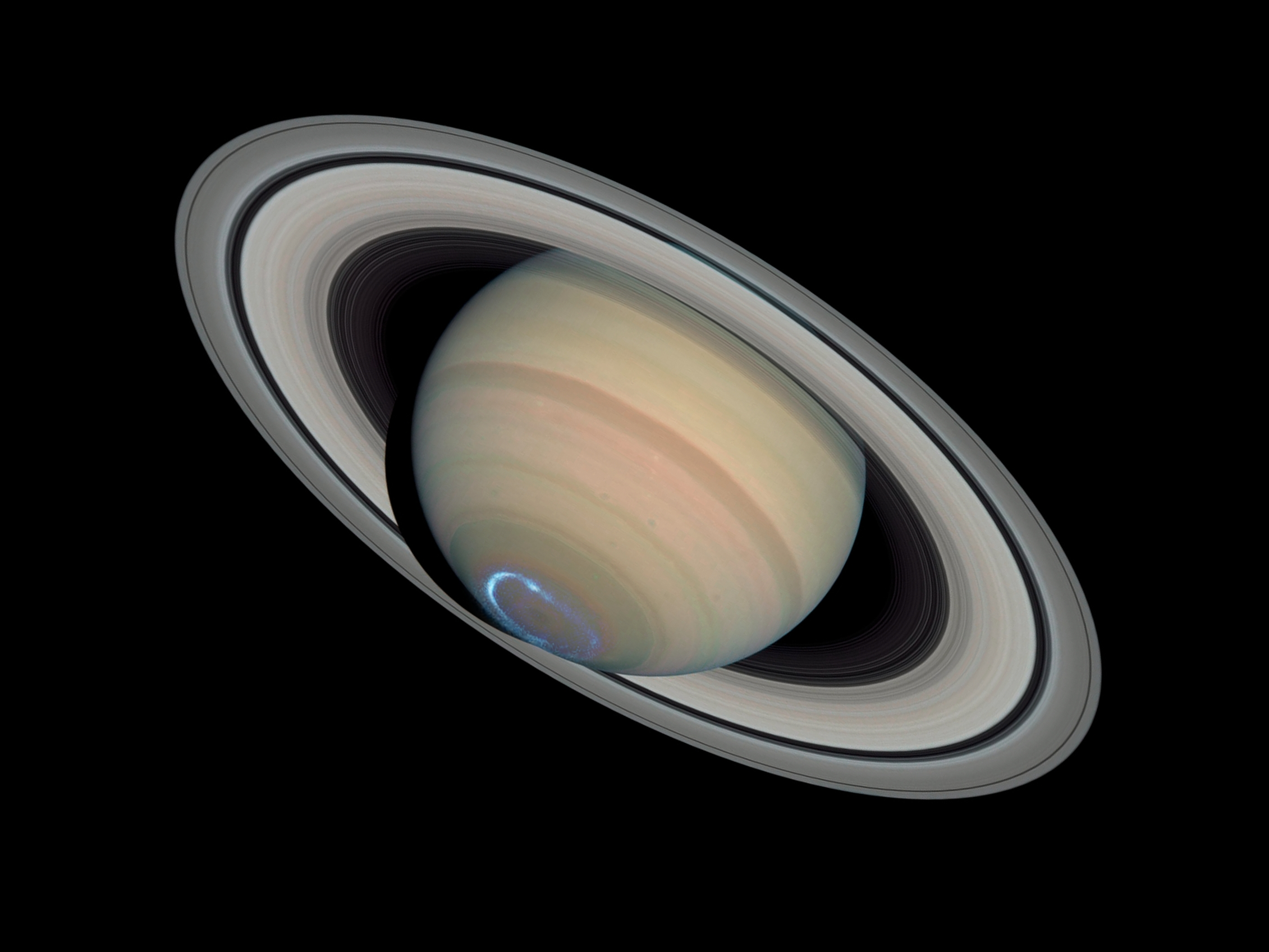
Полярні сяйва на Сатурні, зафіксовані телескопом Габбла

### Магнітне поле
Магнітне поле Сатурна є слабким та має просту структуру. Воно спрямоване у двох протилежних напрямках, через що неможливо побачити обертання планети.
Хоча Сатурн генерує радіохвилі, вони недостатньо сильні для виявлення на Землі. Поки «Піонер-11» не досяг Сатурна в 1979 році, не було відомо, чи має Сатурн власне магнітне поле. У 1980 і 1981 роках «Вояджер-1» і «Вояджер-2» виявили, що магнітне поле Сатурна не схоже на магнітне поле інших планет. З тією точністю, яку можна було отримати на той час, вирахувано, що воно має майже нульовий нахил відносно осі обертання, а внутрішнє магнітне поле абсолютно осесиметричне.
Найбільш імовірно, магнітне поле генерується як і на Юпітері — струмами рідкого метало-гідрогенного шару, що мають назву метал-гідрогенне динамо. Визначною особливістю є те, що вісь диполя збігається з віссю обертання планети на відміну від Землі, Меркурія та Юпітера. Його сила на екваторі — 0,2 гауса — приблизно одна двадцята від поля Юпітера, або ж вдвічі менше, ніж земне магнітне поле. У результаті магнітосфера Сатурна є значно меншою, ніж у Юпітера. Коли «Вояджер-2» входив у магнітосферу Сатурна, сонячний вітер створював великий тиск і магнітосфера простягалась лише на 19 радіусів Сатурна (1,1 млн км). Через кілька годин вона розширилась і залишалась такою впродовж наступних 3 днів.

### Магнітосфера
Як і всі газові гіганти, Сатурн має протяжну магнітосферу, що простягається за орбіти його супутників. Її лінійний розмір становить приблизно одну п'яту магнітосфери Юпітера, проте вона більше схожа на земну, ніж на магнітосферу Юпітера. Магнітосфера Сатурна створює полярні сяйва та потужне радіовипромінювання. «Вояджери» зафіксували ультрафіолетове випромінювання водню в атмосфері середніх широт і полярні сяйва на широтах вище 65°. Така активність може призвести до утворення складних вуглеводневих молекул. Полярні сяйва середніх широт, що відбуваються тільки на освітлених Сонцем ділянках, виникають з тих же причин, що і полярні сяйва на Землі. Різниця лише в тому, що на Землі це явище характерне тільки для високих широт. На відміну від Юпітера, але як і в Землі, глибоко в магнітосфері Сатурна немає джерела внутрішньої енергії та маси.
Магнітосфера затримує частинки радіаційного поясу, які досягають рівнів, подібних земної магнітосфери. На внутрішньому краю радіаційні пояси закінчуються кільцями A, B і C Сатурна, які поглинають будь-які частинки, що зустрічаються з ними. Частинки радіаційного поясу також поглинаються, якщо вони стикаються з одним із супутників. Отже, існують локальні мінімуми в потоках енергетичних частинок на кожному із супутників.

## Кільця Сатурна

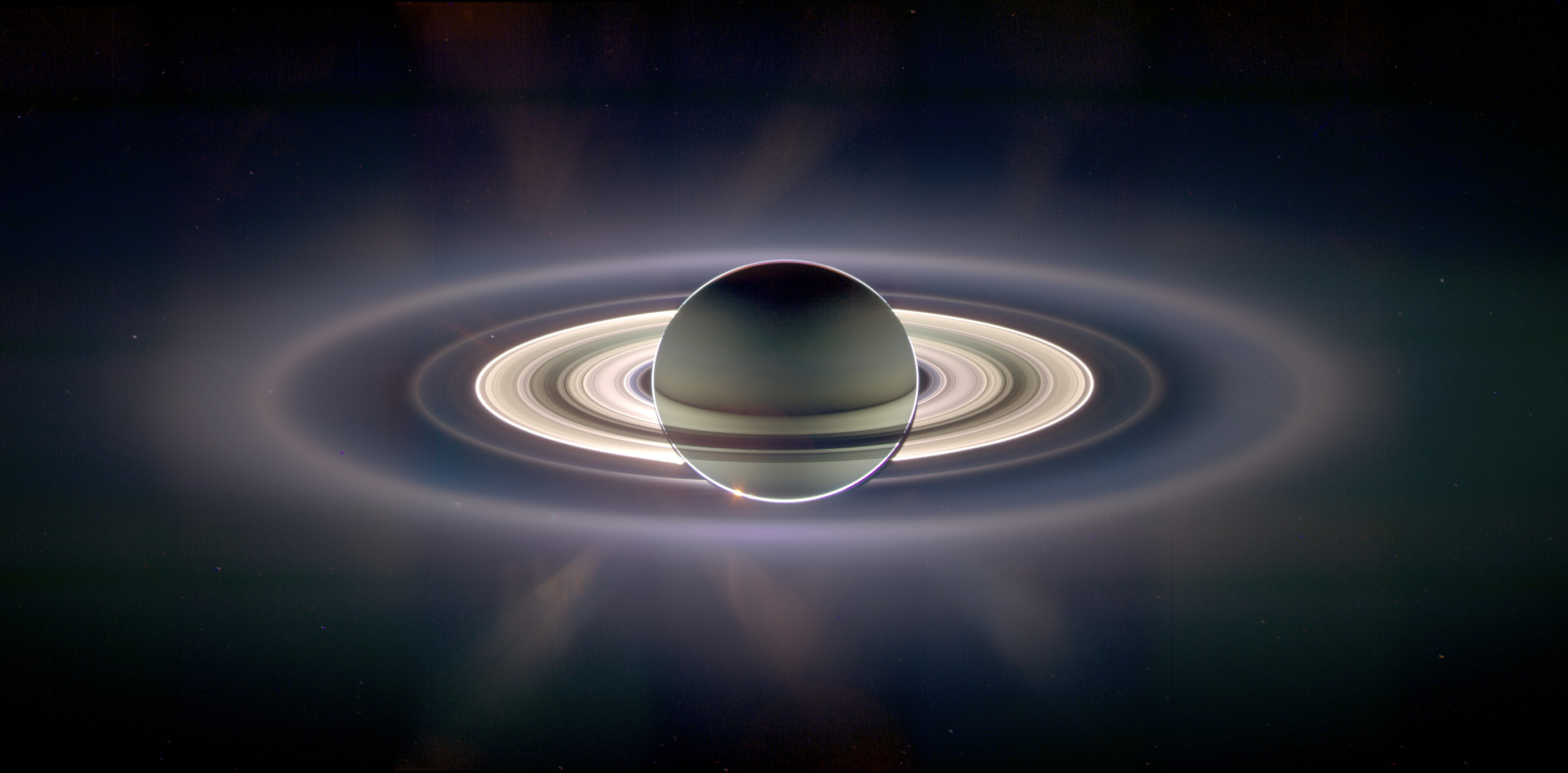
Усі кільця, зняті зондом «Кассіні» 15 вересня 2006 року (яскравість штучно збільшена для наочності).

Система кілець Сатурна складається з семи офіційно названих кілець, які відрізняються за шириною, щільністю та іншими характеристиками. Основними є кільця A, B, C, D, поза ними лежать кільця E, F, G. 
Космічні зонди показали, що основні кільця складаються з великої кількості вузьких кілець, які простягаються від 6630 до 120 700 км назовні від екватора Сатурна і мають середню товщину приблизно 20 м. Кільця складаються переважно з водяного льоду з невеликою кількістю домішок толіну та 7 % аморфного вуглецю.
КА «Вояжер-1» передав зображення, на яких було видно радіально направлені оптичні неоднорідності, які є темними утвореннями часто клиноподібної форми, які перетинали деякі ділянки кільця В. Ці утворення згодом назвали «спицями». При підльоті до Сатурна космічного апарата, спиці були на 5-10% темніші від кільця, а після зближення з планетою вони стали світлішими; це приписується формі індикатриси розсіяння випромінювання, яка характерна дуже дрібним частинкам. Розмір спиць оцінюється у 2000—10 000 км. Спиці поділяють на три типи: широкі, вузькі та спиці-волокна.
Під час обертання Сатурна навколо Сонця є періоди, коли можна спостерігати його кільця повною мірою, а іноді видно лише їхній край. Кільця ніби повертаються ребром, цей перетин площини відбувається приблизно кожні 15 років.

Є дві основні гіпотези про походження кілець. Згідно з першою гіпотезою, вони є залишками знищеного супутника Сатурна. Друга стверджує, що кільця є залишками протопланетної хмари, з якої утворилися всі тіла Сонячної системи. Всередині межі Роша, де обертається більша частина кілець, утворення супутників неможливе через гравітаційний вплив планети, що руйнує всі значні тіла. Частинки кілець багаторазово зіштовхуються, руйнуються і зчіплюються знову. Вчені дійшли до висновку, про те, що кільця Сатурна були утворені порівняно нещодавно в історії Сонячної системи. Експерти, які працюють над даними, зібраними космічним апаратом НАСА «Кассіні», заявили, що згідно з останніми спостереженнями масивні кільця утворилися не одночасно з планетою, а не більше 400 мільйонів років тому. Також є припущення, що кільця Сатурна згодом зникнуть; дослідження показали, що вони поступово розпадаються.

## Супутники

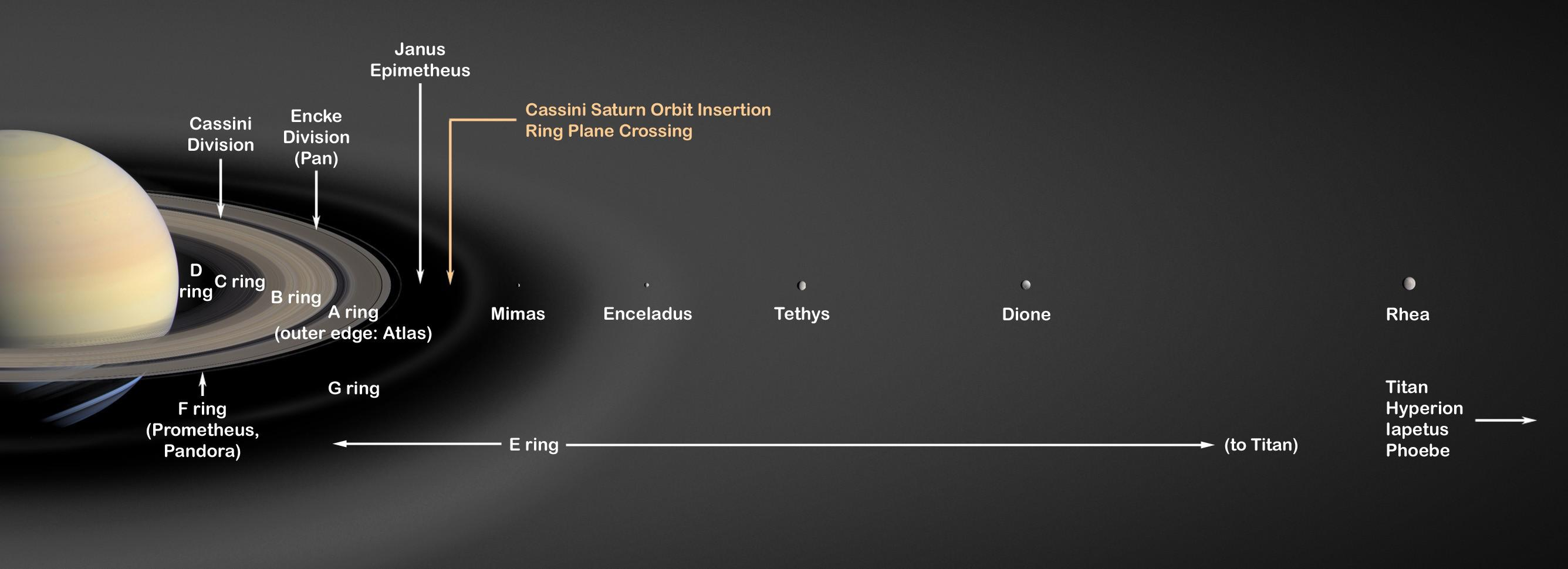
Зображення розташування деяких супутників Сатурна

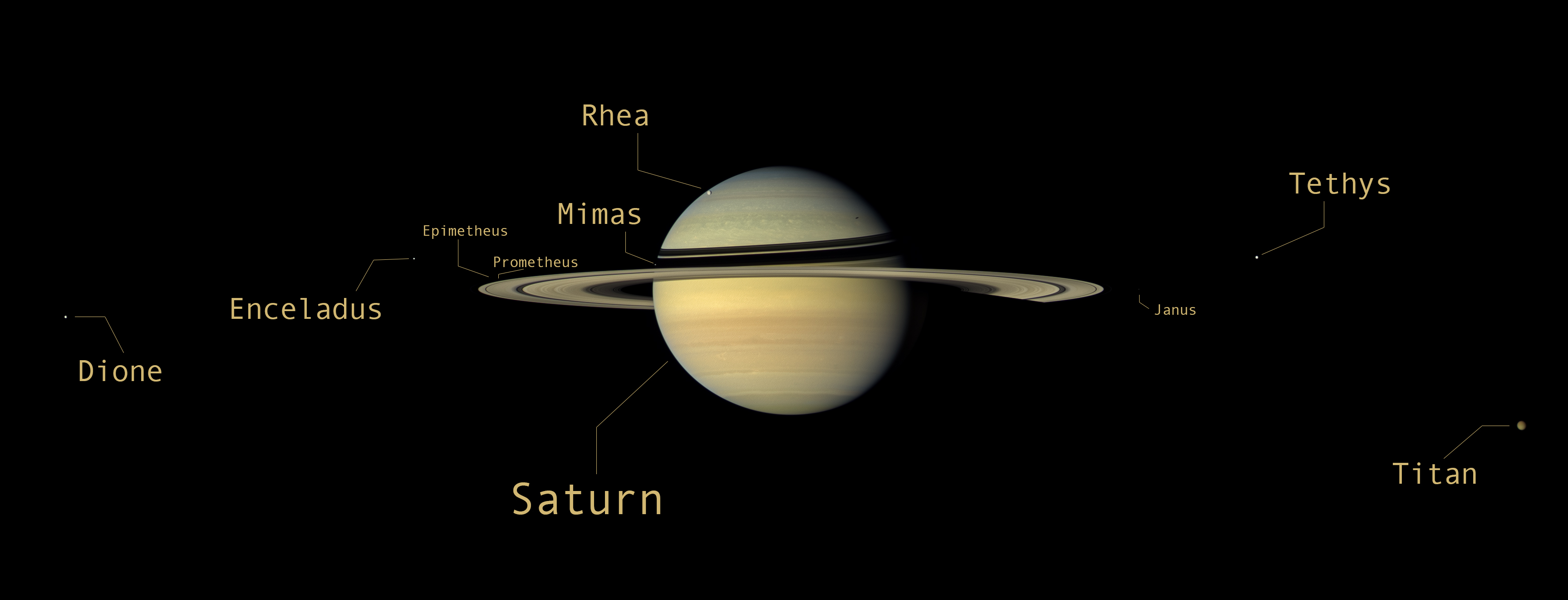
Зображення супутників Сатурна. Діона, Енцелад, Епіметей, Прометей, Рея, Янус, Тефія, Титан.

Станом на 8 червня 2023 року на орбіті Сатурна виявлено 146 супутників, ще для декількох очікується підтвердження відкриття та офіційного присвоєння імен Міжнародним астрономічним союзом. 63 з них мають офіційні назви. До 2000 року було відомо тільки 18 супутників. До 2020-х років вважалося, що Юпітер має більше супутників (станом на травень 2023 — 95) за Сатурн. Однак після відкриття 62 нових супутників Сатурна було з'ясовано, що Сатурн має найбільшу кількість природних супутників в Сонячній системі.
З відомих супутників 24 є регулярними (рухаються відносно близько до планети під невеликим нахилом або ексцентриситетом у тому ж напрямку, що й основне тіло), а 122 — нерегулярними (рух відрізняється від загальних правил: з великим ексцентриситетом; у зворотному напрямку; з великим нахилом до екваторіальної площини основного тіла тощо). Підраховано, що існує ще близько 150 зовнішніх нерегулярних супутників діаметром до 2,8 км. Крім того, є докази існування від десятків до сотень об'єктів діаметром 40–500 метрів у кільцях Сатурна, які не вважаються повноцінними супутниками.
Сатурн має «правильну» систему супутників: вони мають майже кругові орбіти, які лежать в екваторіальній площині (винятки — Япет і Феба). Більшість супутників мають синхронне обертання (винятками є Гіперіон, який має хаотичну орбіту, і Феба).

### Деякі супутники

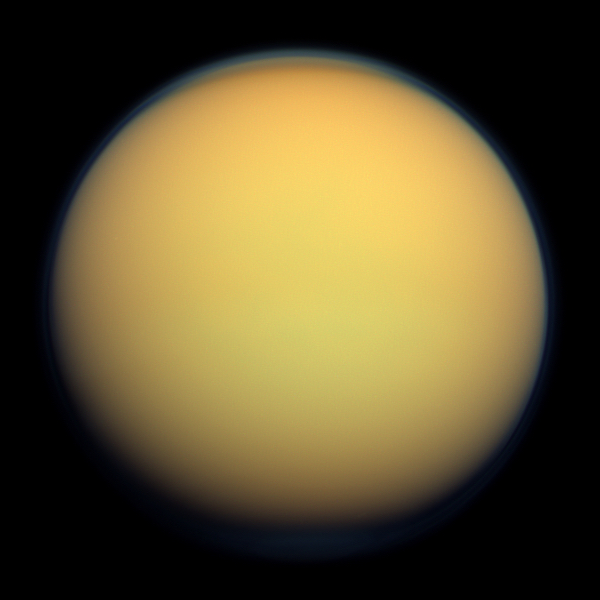
Знімок Титана з відстані 191 000 км, зроблений апаратом «Кассіні» у 2012 році.

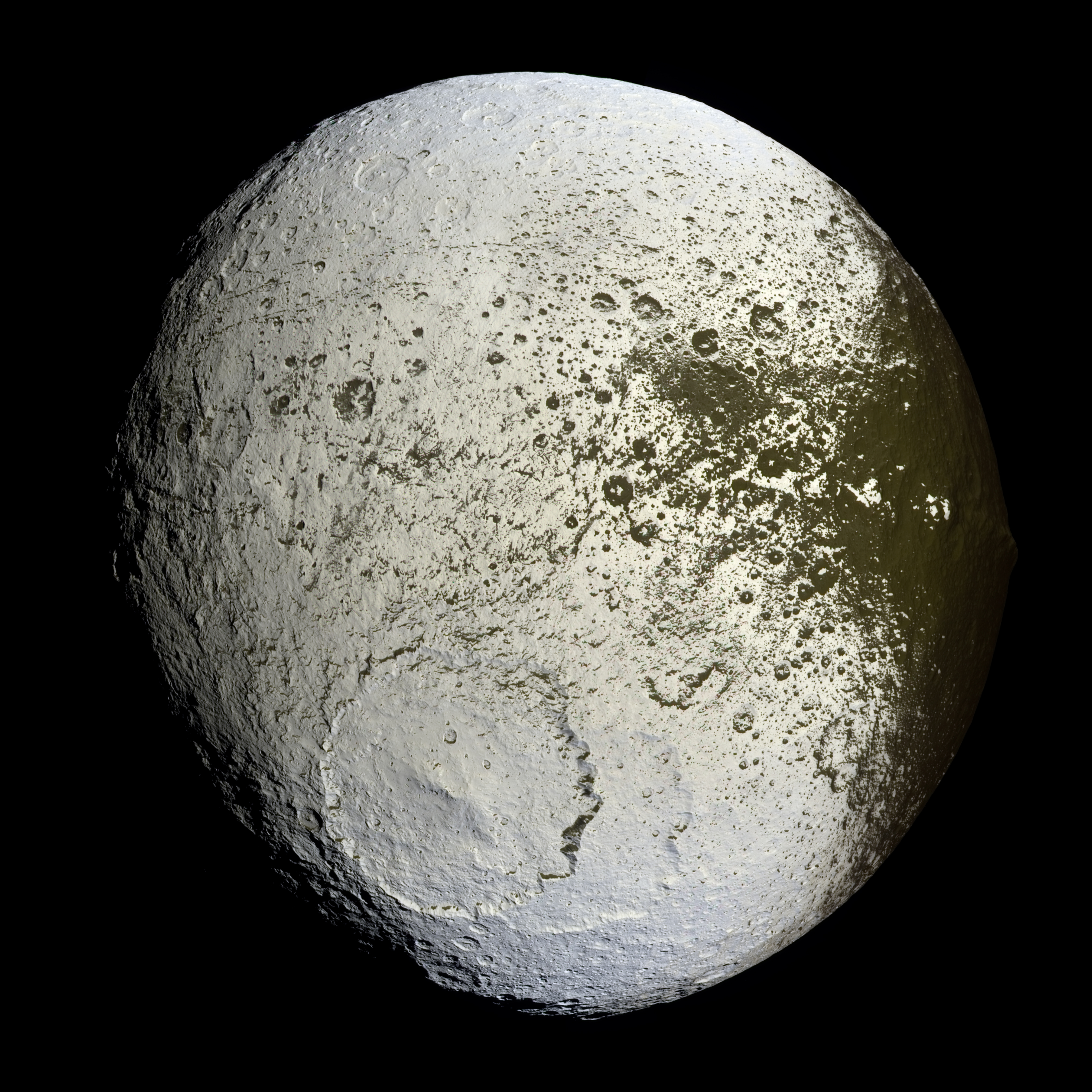
Япет, мозаїка знімків апарата «Кассіні», 2004 рік.

- Титан — найбільший супутник Сатурна і другий за розміром супутник Сонячної системи. Більший за планету Меркурій (діаметр Титана становить 5149,4 км[126])[14]. Подібно до земної, атмосфера Титана складається з азоту та малої частки метану. Середня температура на Титані становить -179°C. Титан — це єдиний супутник у Сонячній системі із чітко вираженою атмосферою, він також єдиний об'єкт Сонячної системи, крім Землі, де рідини перебувають у формі річок, озер і морів[14][126].
- Рея — другий за розміром супутник Сатурна. Має уламковий диск і кільце, що обертаються навколо неї (перший випадок знайдених кілець навколо супутника). Також має дуже тонку атмосферу (екзосферу), насичену киснем і вуглекислим газом; це перший випадок фіксування молекул кисневої атмосфери, хоча й дуже тонкої, десь окрім Землі[127].
- Япет — третій за розміром супутник Сатурна. Япет має значну відмінність альбедо півкуль: ведуча півкуля в десять разів темніша за ведену. Також це єдиний великий супутник, з якого можна добре побачити кільця Сатурна. Ще однією особливістю Япета є гірський хребет заввишки 10 км, що простягається вздовж екватора[128].
- Діона — четвертий за розміром супутник Сатурна, діаметр якого становить 1123 км. Діона обертається навколо Сатурна раз за 2,7 земної доби на відстані 377 400 км, приблизно на такій же відстані від Землі до її супутника. Визначною особливістю Діони є сильно кратерована поверхня з кратерами до 100 км[129]. Ймовірно, Діона має підповерхневий океан[130].
- Тефія — п'ятий за розміром супутник Сатурна. Серед визначних рис — кратер Одіссея(інші мови), який займає 2/5 поверхні супутника, та каньйон Ітака, який простягається через усю планету від північного до південного полюса[131].
- Енцелад — шостий за розміром супутник та геологічно найактивніший супутник Сатурна через гейзероподібні струмені, які викидають у космос водяну пару та частинки льоду. Енцелад містить більшість хімічних елементів, необхідних для життя, і, ймовірно, має гідротермальні джерела, які випускають гарячу, багату мінералами воду в океан. Він має білу поверхню, яка відбиває сонячні промені найкраще серед усіх планет та супутників у Сонячній системі[132].
- Мімас — найменший і найближчий з головних супутників Сатурна, усіяний кратерами[38]. Він недостатньо великий, щоб бути сферичним, тому він має частково яйцеподібну форму. Майже повністю складається з водяного льоду, єдиної речовини, коли-небудь виявленою на Мімасі. Супутник завжди повернений одним боком до Сатурна, так само як Місяць до Землі. Його найбільш визначна риса — величезний кратер Гершель, який простягається на третину сторони, повернутої до Сатурна[133].
- Гіперіон — найбільший з нерегулярних несферичних супутників Сатурна. Найпомітнішою особливістю Гіперіона є його поверхня з глибокими кратерами. Гіперіон, Феба і Япет мають значні кратери, оскільки є найвіддаленішими супутниками Сатурна і зазнали дуже незначного приливного потепління, яке може розмити або стерти подібні особливості[134].

- Феба — один з найбільш віддалених супутників Сатурна. На відміну від більшості великих супутників, що обертаються навколо Сатурна, Феба дуже темний і відбиває лише 6 відсотків сонячного світла, яке отримує. Через цю темряву та нерегулярну ретроградну орбіту припускають, що Феба є захопленим об'єктом. Темрява Феби, зокрема, свідчить про те, що супутник походить із зовнішньої частини Сонячної системи, області, де є багато темних речовин. Є припущення, що Феба належить до кентаврів — об'єктів, що належали до пояса Койпера, але з часом змістились у внутрішню частину Сонячної системи[135].

## Сатурн у культурі

### Вірування
У римській міфології Сатурн був богом хліборобства, рільництва та часу, а також батьком Юпітера. Сатурна ототожнювали з грецьким богом Кроносом. Кронос був богом сівби та жнив, початку та кінця. Пізніше, в еліністичний період, ототожнювався з богом часу Хроносом. В Карфагені головного бога пантеона Баала Хаммона вважали «африканським Сатурном». В шумеро-аккадській міфології планету асоціювали з богом щасливої війни та полювання Нініб. В етруських віруваннях Сатурн отожнюється з богом Сатре. Індуїстське божество Шані є персоніфікацією Сатурна.
В астрології Сатурн асоціюється з цілеспрямованістю, точністю, шляхетністю, етикою, ввічливістю, високими цілями, кар'єрою, великими досягненнями, відданістю, авторитетністю, стабільністю, чеснотами, продуктивністю, долею, захистом, рівновагою і кармою, але водночас і з песимізмом, труднощами та фаталізмом.

### Література (XVIII — середина XX століття)

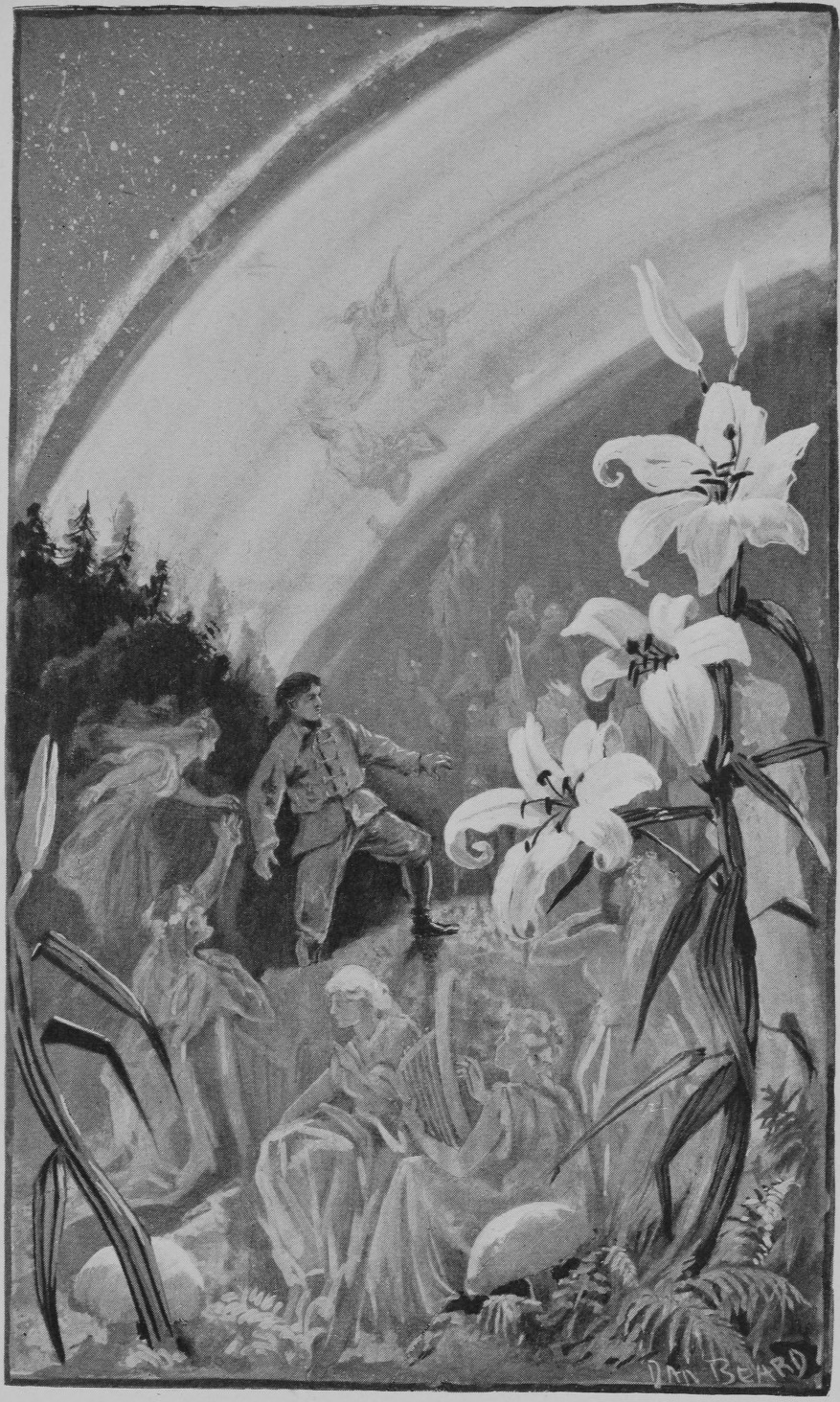
Ілюстрація з книги «Подорож до інших світів». Персонажі на поверхні Сатурна, на небі видно кільця.

## Аматорські спостереження

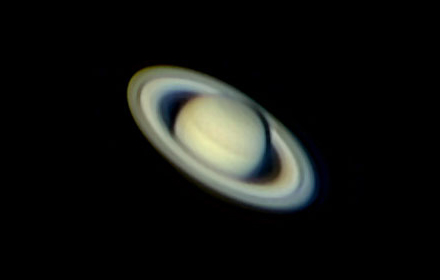
Сатурн з аматорського телескопа.